# آمیسیتیا
آمیسیتیا (انگلیسی: Amicitia) کلمه لاتین برای دوستی است، یا بین افراد، بین دولت و فرد یا بین دولت‌ها. این «یک اصطلاح فنی از زندگی سیاسی روم» از قرن دوم قبل از میلاد بود، زمانی که، به گفته سنکای جوان، توسط پوپولارها گایوس گراکوس و مارکوس لیویوس دروسوس معرفی شدند، که بدین وسیله دوستان خور را پاتروسینیوم در روم باستان رتبه‌بندی کردند. چنین آمیسیتیایی شامل معاهدات یا تعهدات متقابلی نبود. اگرچه دوستی بین افراد در حالت آرمانی دوستی واقعی بود که با علاقه متقابل مشخص می‌شد، اما در عمل بیشتر به اتحاد سیاسی شباهت داشت؛ بنابراین تشکیل و شکستن پیوندهای آمیسیتیا بسیار رسمی بود. آمیسی آگوستی (دوستان آگوستوس)، دربار را در زمان امپراتوری روم تشکیل دادند.